# Ecitomyia wheeleri
Ecitomyia wheeleri är en tvåvingeart som beskrevs av Charles Thomas Brues 1901. Ecitomyia wheeleri ingår i släktet Ecitomyia och familjen puckelflugor.
Artens utbredningsområde är Texas. Inga underarter finns listade i Catalogue of Life.